# 김수연 (권투 선수)
김수연(金樹延, 1985년 12월 9일~)은 대한민국의 권투 선수이다. 재일 한국인으로, 일본명은 다카야마 수연(高山樹延)이다.